# يوسي ناتنن
يوسي ناتنن (بالفنلندية: Jussi Nättinen)‏ (ولد في 15 يوليو 1987) هو لاعب هوكي فنلندي محترف. يلعب حاليا مع نادي انجليت هومدي في دوري ماغنوس [الإنجليزية] الفرنسي.
ولعب ناتنن أيضا في سبع مباريات لنادي JYP خلال موسم 2017–18.

## روابط خارجية
- يوسي ناتنن على موقع EliteProspects.com (الإنجليزية)
- يوسي ناتنن على موقع Eurohockey.com (الإنجليزية)
- يوسي ناتنن على موقع HockeyDB.com (الإنجليزية)